# Воля-Гжимкова
Воля-Гжимкова (пол. Wola Grzymkowa) — село в Польщі, у гміні Александрув-Лодзький Згерського повіту Лодзинського воєводства.
Населення — 499 осіб (2011).

## Демографія
Демографічна структура станом на 31 березня 2011 року:
|          | Загалом | Допрацездатний вік | Працездатний вік | Постпрацездатний вік |
| -------- | ------- | ------------------ | ---------------- | -------------------- |
| Чоловіки | 232     | 54                 | 160              | 18                   |
| Жінки    | 267     | 65                 | 158              | 44                   |
| Разом    | 499     | 119                | 318              | 62                   |